# Große Bambusratte
Die Große Bambusratte (Rhizomys sumatrensis), auch Sumatra-Bambusratte oder Malaiische Wurzelratte, ist eine Nagetierart aus der Gattung der Bambusratten (Rhizomys). Sie kommt in weiten Teilen Südostasiens vom Süden der chinesischen Provinz Yunnan bis auf die malaiische Halbinsel sowie auf Sumatra vor.

## Merkmale
Die Große Bambusratte erreicht eine Kopf-Rumpf-Länge von 38,1 bis 48,0 Zentimeter mit einem Schwanz von 14,1 bis 19,2 Zentimeter Länge bei einem Gewicht von etwa 2150 bis 4000 Gramm. Die Hinterfußlänge beträgt 50 bis 68 Millimeter, die Ohrlänge 25 bis 28 Millimeter. Sie ist damit die größte und schwerste Art der Gattung. Das Rückenfell und die Körperseiten sind Hellbraun und mit rauen Fühlhaaren durchsetzt. Die Kopfoberseite und die Kopfseiten sind rötlich Braun, auf der Stirn bilden dunklere Haare ein dunkles Dreieck. Die Bauchseite ist nur etwas heller gefärbt als die Körperseiten, die Behaarung ist jedoch sehr dünn und die Bauchhaut ist sichtbar. Der Schwanz ist relativ lang und unbehaart mit einer rosafarbenen Spitze. Die Füße sind groß und besitzen kräftige Klauen, die beiden vorderen Zehenballen sind zu einem gemeinsamen Ballen zusammengewachsen.
| 1 | · | 0 | · | 0 | · | 3 | = 16 |

Der Schädel erreicht eine Länge von 80 bis 88 Millimeter. Er ist groß und kräftig ausgebildet und besitzt einen sehr kräftig ausgebildeten Jochbogen. Der Stirnkamm (Sagittalkamm) ist sehr hoch und kräftig ausgeprägt. Die Tiere besitzen wie andere Spalacidae im Oberkiefer pro Hälfte einen zu einem Nagezahn ausgebildeten Schneidezahn (Incisivus), dem eine Zahnlücke (Diastema) folgt. Hierauf folgen drei Molare, Prämolare fehlen. Insgesamt verfügen sie damit über ein Gebiss aus 16 Zähnen. Die oberen Schneidezähne stehen sind groß und vorstehend. Der erste obere Molar ist etwas kleiner als der nachfolgende.
Die Tiere besitzen einen diploiden Chromosomensatz von 2n=50 Chromosomen.

## Verbreitung

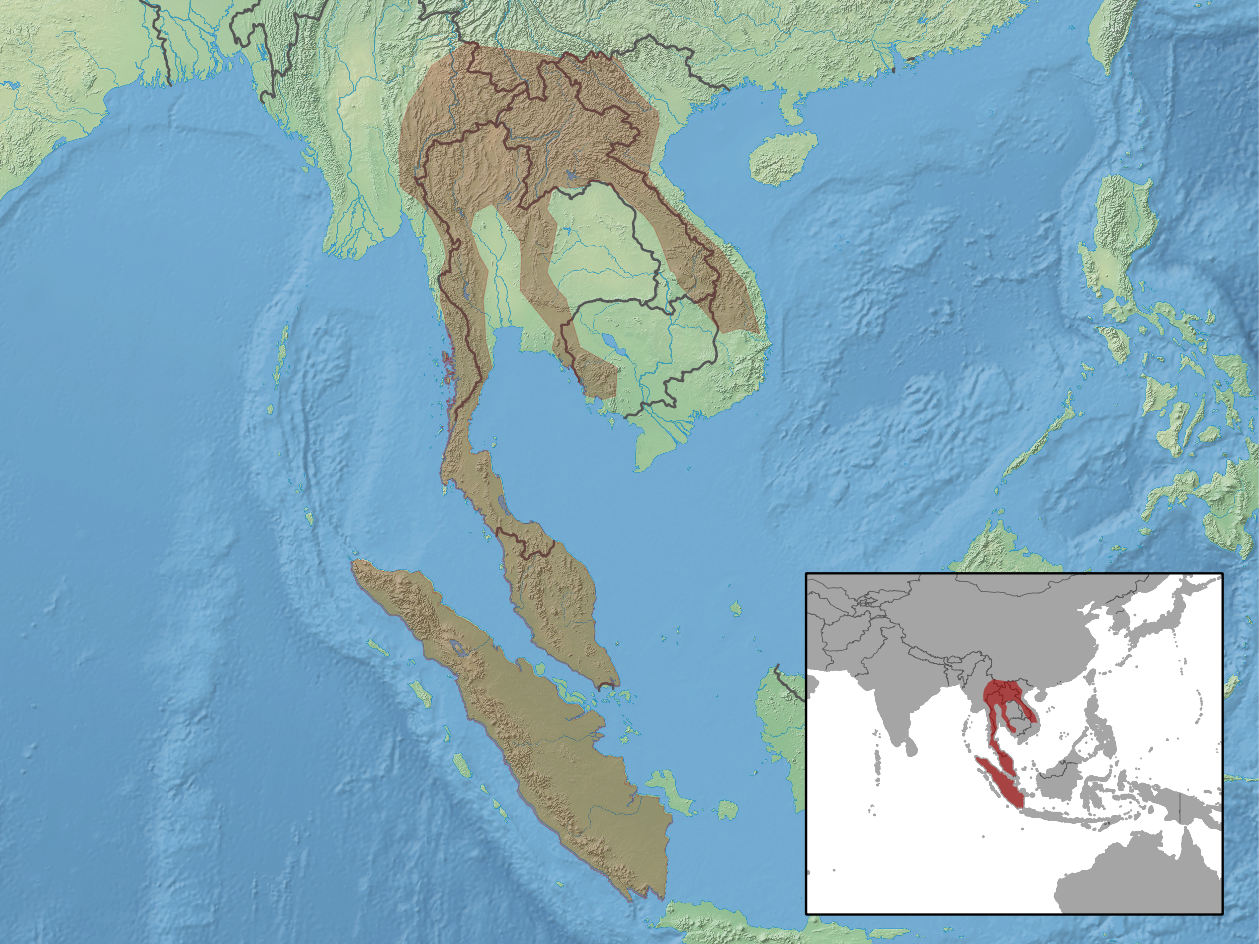
Verbreitungsgebiet der Großen Bambusratte

Die Große Bambusratte kommt in weiten Teilen Südostasiens vom Süden der chinesischen Provinz Yunnan über Myanmar, Vietnam, Kambodscha, Laos und Thailand bis auf die malaiische Halbinsel sowie auf Sumatra vor. Die Höhenverbreitung reicht von etwa 1000 bis etwa 4000 Meter.

## Lebensweise
Die Große Bambusratte lebt vor allem in Bambuswäldern mit weichen Böden.
Die Tiere leben als Einzelgänger in Bauen, die sie in den Boden graben. Die Baue sind mit einer Länge von etwa 9 Metern vergleichsweise kurz, sie reichen bis etwa einen Meter in die Tiefe.  Sie haben einen bis sechs Eingänge, die durch große Erdhaufen gekennzeichnet und erkennbar sind. Sie ernähren sich vor allem von Bambuswurzeln, -blättern und -sprossen, die sie oberirdisch suchen, dabei klettern sie wahrscheinlich auch in die Bambuspflanzen. Hinzu kommen andere verfügbare Pflanzenteile, regional auch landwirtschaftlich genutzte Pflanzen. Die Tiere erzeugen durch das Aneinanderreiben der Schneidezähne laute, knirschende Geräusche, zudem sind Grunzlaute dokumentiert.
Die Fortpflanzung findet zweimal im Jahr, im Februar bis April und im August bis Oktober, statt. Die Tragzeit dauert 22 Tage und die Würfe bestehen in der Regel aus drei bis fünf Jungtieren, die als Nesthocker geboren werden. Die Lebensdauer der Tiere beträgt bis zu vier Jahre.

## Systematik

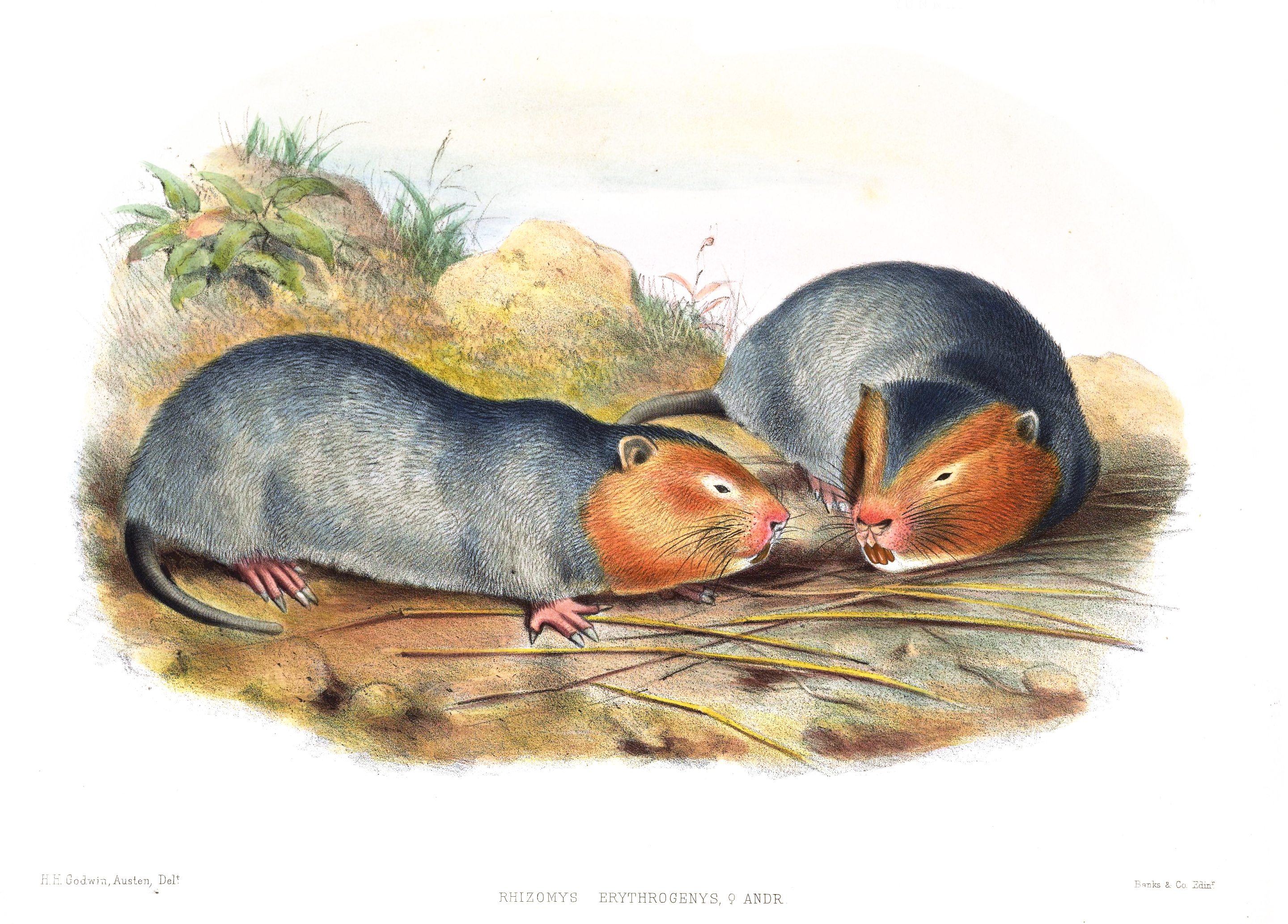
Große Bambusratte (Rhizomys sumatrensis erythrogenys) in einer Zeichnung von 1878 von John Gerrard Keulemans

Die Große Bambusratte wird als eigenständige Art innerhalb der Gattung der Bambusratten (Rhizomys) eingeordnet, die aus drei Arten besteht. Die wissenschaftliche Erstbeschreibung stammt von dem Naturforscher und späteren Gründer der Stadt Singapur Thomas Stamford Raffles aus dem Jahr 1821, der die Art anhand von Individuen aus der Umgebung von Malakka auf der malaiischen Halbinsel beschrieb. Wahrscheinlich handelt es sich bei den unter dieser Art zusammengefassten Populationen nicht um eine Art, sondern um einen Artenkomplex aus mehreren nahe verwandten Arten.

## Status, Bedrohung und Schutz
Die Große Bambusratte wird von der International Union for Conservation of Nature and Natural Resources (IUCN) als nicht gefährdet (Least concern) eingeordnet. Begründet wird dies mit dem sehr großen Verbreitungsgebiet und den angenommenen großen Beständen der Art. Sollte es sich tatsächlich um mehrere Arten handeln, ist eine Neubewertung notwendig. In Teilen des Verbreitungsgebietes wird die Art als Fleischquelle genutzt und bejagt.

## Belege
1. 1 2 3 4 5 6 7 8 9  Andrew T. Smith: Large Bamboo Rat. In: Andrew T. Smith, Yan Xie: A Guide to the Mammals of China. Princeton University Press, Princeton NJ 2008, ISBN 978-0-691-09984-2, S. 214.
2. ↑  Andrew T. Smith: Family Spalacidae. In: Andrew T. Smith, Yan Xie: A Guide to the Mammals of China. Princeton University Press, Princeton NJ 2008, ISBN 978-0-691-09984-2, S. 209.
3. 1 2 3 4 5  Rhizomys sumatrensis in der Roten Liste gefährdeter Arten der IUCN 2015.4. Eingestellt von: K. Aplin, D. Lunde, 2008. Abgerufen am 23. Juli 2016.
4. ↑  John Anderson: Anatomical and Zoological Researches: comprising an account of the Zoological results of the two expeditions to Western Yunnan in 1868 and 1875. Bernard Quaritch, London 1878.
5. ↑  Rhizomys sumatrensis. In: Don E. Wilson, DeeAnn M. Reeder (Hrsg.): Mammal Species of the World. A taxonomic and geographic Reference. 2 Bände. 3. Auflage. Johns Hopkins University Press, Baltimore MD 2005, ISBN 0-8018-8221-4.